# 이원국 (발레 무용수)
이원국(1967년~) 은 대한민국의 발레무용가이다.

## 출신 학교
- 동명공업고등학교
- 중앙대학교 발레

## 경력 정보
- 2010년 한국문화예술위원회(ARKO) 홍보대사
- 2009년 국립발레단 트레이너
- 2005년 이원국프로젝트발레단 단장 겸 예술감독

## 수상 정보
- 2011년 서울시문화상 무용부문
- 2001년 모스크바 국제발레콩쿠르 베스트 파트너상
- 2000년 문화관광부 주최 10월 문화의 날 젊은예술가 상